# Sorex ventralis
Sorex ventralis es una especie de musaraña de la familia soricidae.

## Distribución geográfica
Es endémica de México.